# Петров, Николай Александрович (военный)
Николай Александрович Петров  (12 августа 1955 года, хут. Краснюков Зерноградского района Ростовской области — 1 января 1995 года, Грозный) — заместитель командира 1-го горного мотострелкового батальона по вооружению 131-й отдельной Краснодарской Краснознамённой орденов Кутузова и Красной Звезды казачьей мотострелковой бригады 67-го армейского корпуса  СКВО, майор. Кавалер ордена Мужества (посмертно).

## Биография
родился 12.08.1955 г. в хут. Краснюков Зерноградского р-на Ростовской обл. Окончил строительный техникум. В Вооруженных Силах РФ с 12.11.1974 г. 
Окончил Челябинское ВТКУ и Бронетанковую академию им. Р.Я. Малиновского
Принимал участие в миротворческих операциях на территории Северной Осетии и Ингушетии.
Принимал участие в боевых
действиях на территории Чеченской Респ. с декабря 1994 г. Погиб
13.01.1995 г. Награжден орденом
Мужества (посмертно). Похоронен в
родном хуторе.
Из представления к награждению орденом «Мужества»:

31 декабря 1994 г. майор Петров Н. А. сопровождал колонну с боеприпасами в г. Грозном. Колонна подверглась нападению со стороны боевиков. Майор Петров Н. А. умело организовал оборону колонны. В ходе боя, в минуты особо сложной обстановки сменил водителя танка - девятнадцатилетнего сержанта и под интенсивным огнем противника вывел колонну из под обстрела, проявив при этом личное мужество и героизм. Однако танк, которым управлял майор Петров Н.А. был подбит. В нем и погиб смелый офицер.
Вывод: За мужество и отвагу достоин награждения орденом «Мужества» посмертно.

— «Книга Памяти. Адыгея»

## Награды
Указом Президента РФ от 13.10.1995 года награждён орденом Мужества (посмертно), «за мужество и отвагу, проявленные в период боевых действий в Чеченской Республике».

## Семья
- Жена — Петрова
- два сына

## Память

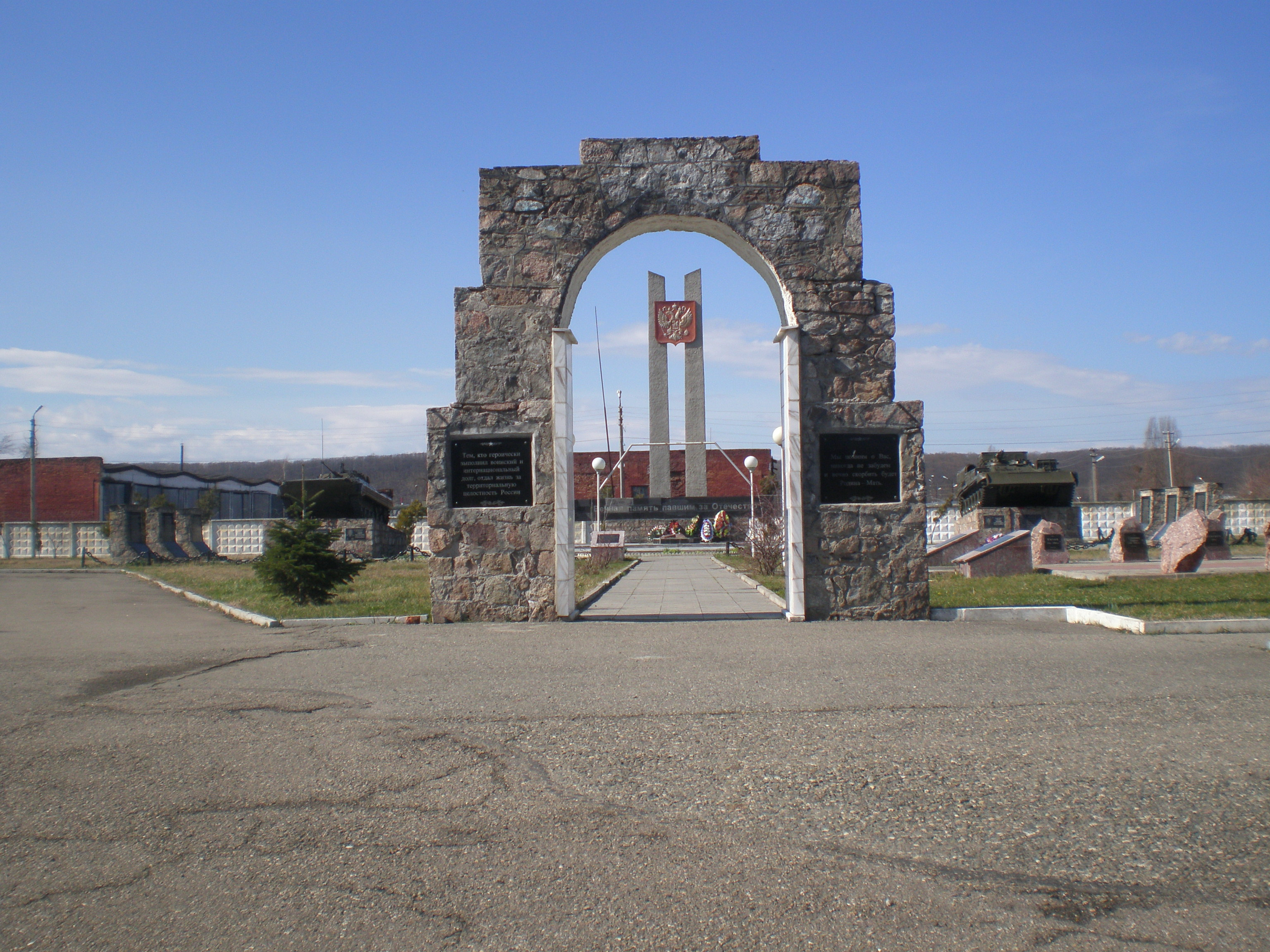
Мемориал воинам, павшим в локальных конфликтах, Майкоп

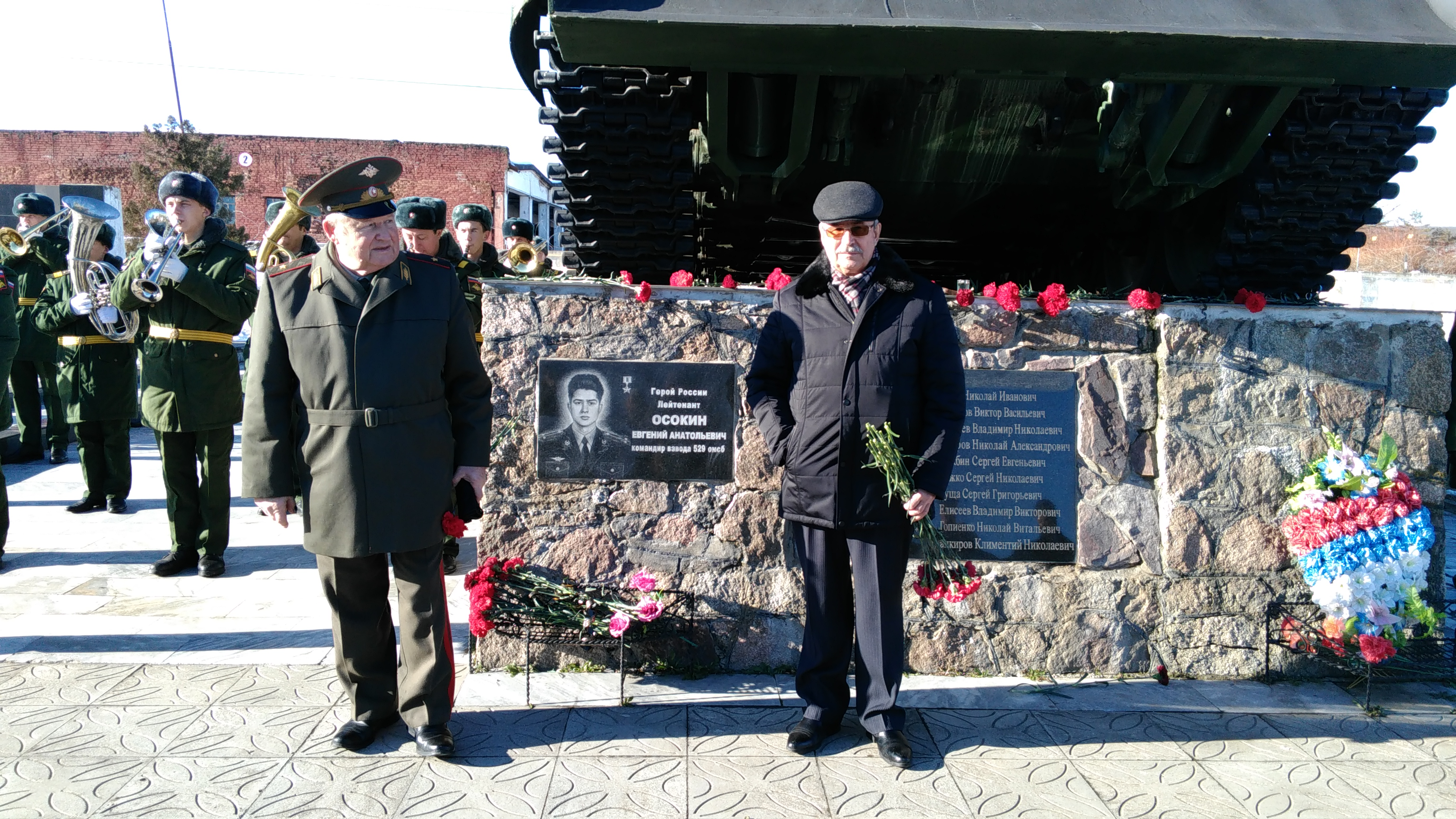
В День памяти погибших в локальных конфликтах. У БРЭМ-1 - памятника, офицерам технических служб бригады генерал А. А. Дорофеев, и Анатолий Осокин

- 2 января в Адыгее Законом республики установлен «День памяти воинов, погибших в локальных конфликтах»[3][4];
- В Майкопе в месте дислокации 131-й отдельной мотострелковой бригады, установлен Мемориал, посвящённый воинам бригады, погибшим в локальных конфликтах[5]: на постаменте установлен БРЭМ-1 и две памятные таблички:
- Герою России лейтенанту Евгению Осокину
- Список офицеров технических служб бригады: 
  - полковник Пиха, Николай Иванович
  - майор Булахов, Виктор Васильевич
  - майор Гоголев, Владимир Николаевич
  - майор Петров, Николай Александрович
  - ст. лейтенант Гужбин, Сергей Евгеньевич
  - лейтенант Божко, Сергей Николаевич
  - лейтенант Гуща, Сергей Григорьевич
  - лейтенант Елисеев, Владимир Викторович
  - ст. прапорщик Гопиенко, Николай Витальевич
  - майор Манкиров, Климентий Николаевич

Шесть пилонов со списками фамилий: 2 группы по 3 пилона, с левой и правой сторон памятника.
Каждый год 2 января на мемориале проводится торжественно-траурная перекличка погибших воинов. 
- На могиле установлен надгробный памятник.
- Краснюковская начальная школа № 31, в которой учился Николай носит его имя